# Isothrix
Isothrix là một chi động vật có vú trong họ Echimyidae, bộ Gặm nhấm. Chi này được Wagner miêu tả năm 1845. Loài điển hình của chi này là Isothrix bistriata Wagner, 1845 (selected by Goldman, 1916).

## Các loài
Chi này gồm các loài: